# جيفري هوبكينز
جيفري هوبكينز (بالإنجليزية: Jeffrey Hopkins)‏ هو عالم تبتيات وأستاذ جامعي أمريكي، ولد في 1940.

## وصلات خارجية
- جيفري هوبكينز على موقع ميوزك برينز (الإنجليزية)